# Tyson (film, 2008)
Pour plus de détails, voir Fiche technique et Distribution.
Tyson, est un film documentaire américain sur la vie du champion de boxe Mike Tyson, sorti en 2008 et réalisé par James Toback.  Sortie le 27 mars 2008 au Royaume-Uni et 11 août 2009 en DVD à Danemark  , 

## Fiche technique
- Réalisateur : James Toback

## Distribution
- Mike Tyson